# 玻璃梭竺鯛
玻璃梭竺鯛（學名：Cercamia eremia），又稱玻璃梭天竺鯛，為輻鰭魚綱鈎頭魚目天竺鯛科梭竺鯛屬下的一個種，分布於印度西太平洋區，從紅海、可可群島、聖誕島、澳洲西北部、大堡礁與帛琉海域，深度2至40公尺，本魚體延長，長橢圓形，體稍側扁，頭大、眼大，口大且斜裂，頜齒細小，鋤骨和腭骨通常具齒，舌上無齒，前鰓蓋骨平滑，體被弱櫛鱗，背鰭2個，尾鰭叉形，身體呈半透明，口鼻和臉頰有淡紅棕色色素，鰓蓋銀色，腹部銀色，鰭透明，背鰭硬棘6-7枚、背鰭軟條9-10枚、臀鰭硬棘2枚、臀鰭軟條12-13枚，體長可達5公分，棲息在水質清澈的臨海礁石區，肉食性，晚上覓食，以小型無脊椎動物為食，繁殖期時，雄魚具有口孵習性，卵約7日化成仔魚，由雄魚吐出，具短暫的仔魚飄浮期，生活習性不明。